# Горьковське (Калінінградська область)
Горьковське (рос. Горьковское, нім. Watzum) — селище Зеленоградського району, Калінінградської області Росії. Входить до складу Ковровського сільського поселення.
Населення — 28 осіб (2015 рік).

## Населення
| 2002 | 2010 |
| ---- | ---- |
| 28   | →28  |